# Aphaniosoma longilingua
Aphaniosoma longilingua (лат.) — вид мух рода Aphaniosoma из семейства Chyromyidae. Видовой эпитет представляет собой сочетание латинских слов «longus» («длинный») и «lingua» («язык») и относится к исключительно длинному хоботку.

## Распространение
Израиль.

## Описание
Мелкие мухи с телом длиной около 2 мм. Это единственный вид в семействе с такой удлиненной головой и длинным геникулярным хоботком; скутум желтый с коричневыми продольными виттами; два хорошо развитых фронтоорбитальных волоска; фаллаподема особенно крупная и сильно склеротизированная пропорционально остальным гипопигиальным структурам. Голова желтая, за исключением глазничного треугольника и затылка, кроме небольшой области за теменем и за вертикальными волосками; щека примерно на ⅓ выше глаза в середине и с рассеянными бледными желтовато-белыми волосками. Торакс желтый; щитик с коричневыми продольными виттами, разделенными узкими желтыми линиями и покрытыми желтоватым опушением; средняя пара виттов короткая; постпронотальная лопасть и нотоплеврон желтые; щитик желтый и плевра желтая с коричневой маркировкой на катепистернуме; медиатергит темно-коричневый. Тергиты брюшка с коричневой дорсальной полосой, не достигающей боков; тергит 6 узкий и вентрально сужается почти до точки.